# Thrixspermum incurvicalcar
Thrixspermum incurvicalcar är en orkidéart som beskrevs av Johannes Jacobus Smith. Thrixspermum incurvicalcar ingår i släktet Thrixspermum och familjen orkidéer. Inga underarter finns listade i Catalogue of Life.